# William de Ros, 6. Baron de Ros

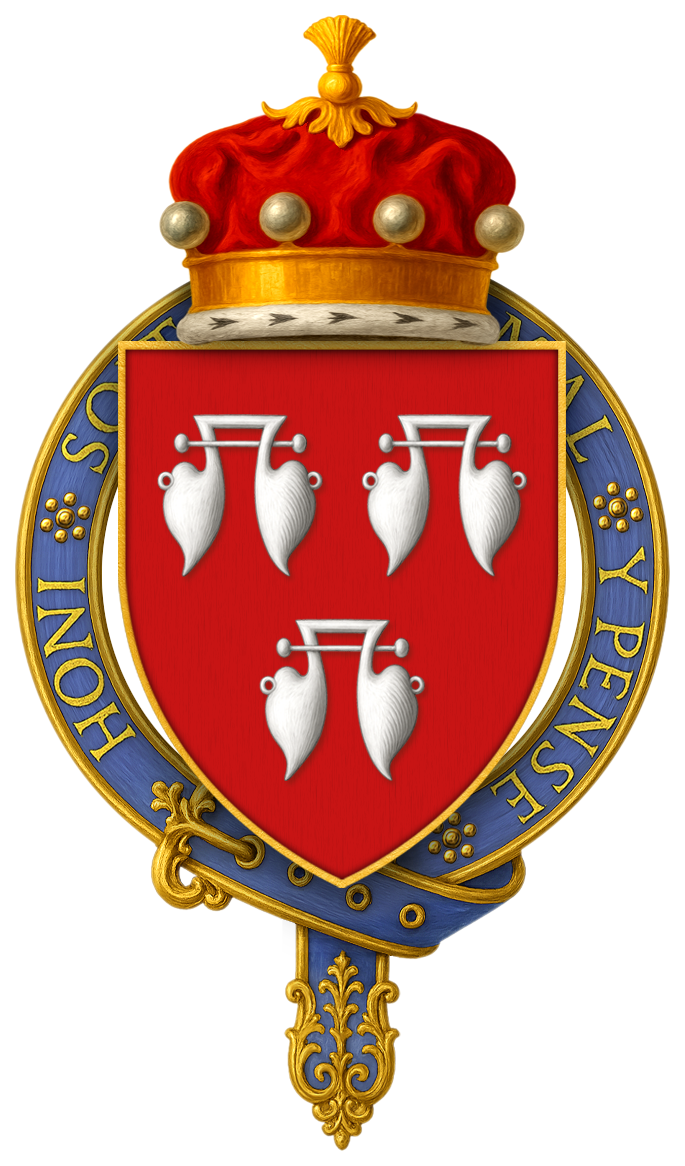
Wappen von William de Ros, 6. Baron de Ros

William de Ros, 6. Baron de Ros KG (* um 1368; † 1. September 1414) war ein englischer Adliger und Lord Treasurer.

## Herkunft und Leben

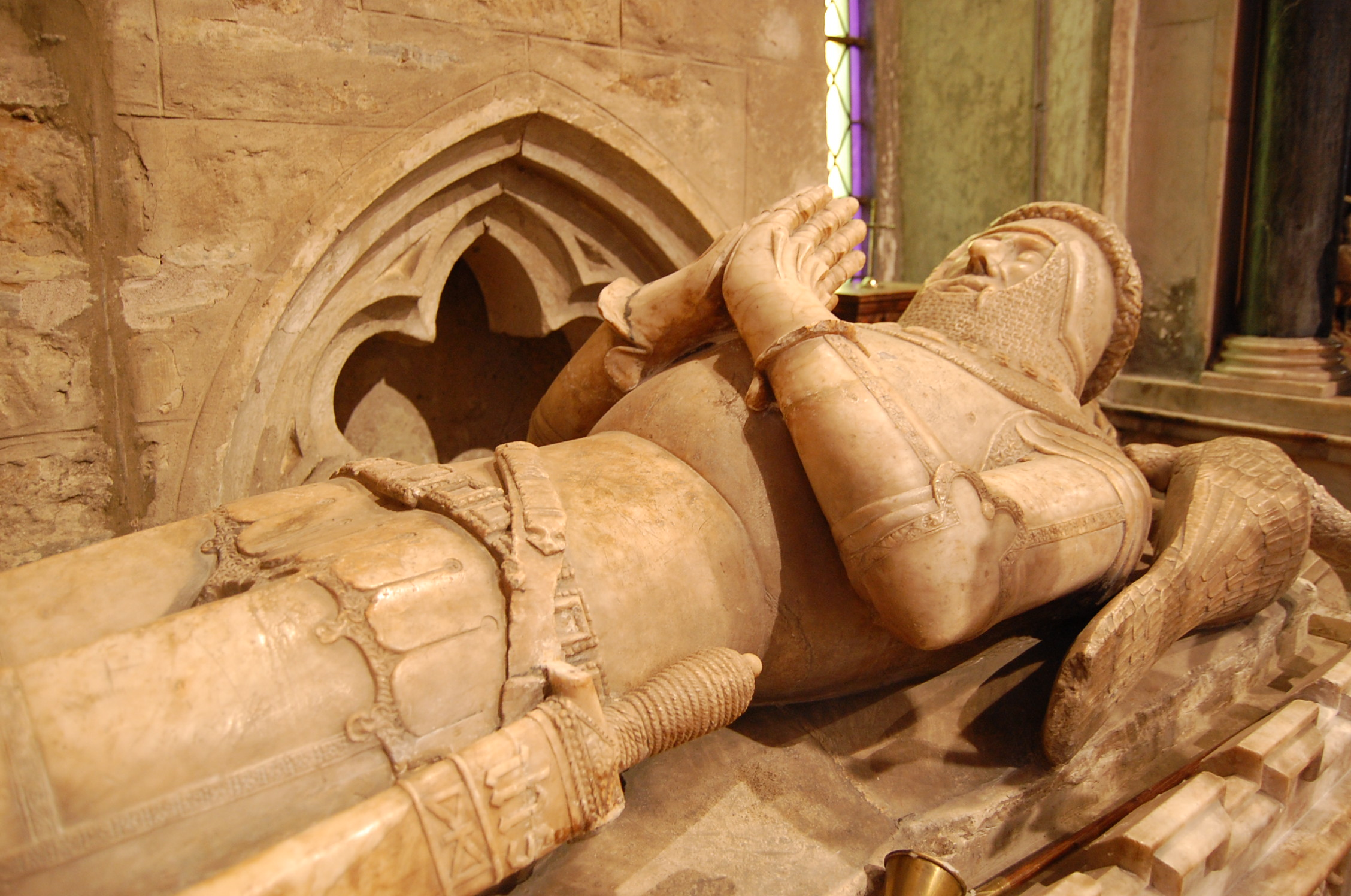
Alabaster-Abbild von William de Ros in der St. Mary's Church, Bottesford (Leicestershire)

William de Ros war ein jüngerer Sohn von Thomas de Ros, 4. Baron de Ros und von dessen Frau Beatrice. Beim kinderlosen Tod seines älteren Bruders John de Ros, 5. Baron de Ros erbte er 1393 den Titel und die Besitzungen seines Vaters. Als Baron de Ros nahm er ab 1393 an den Parlamenten teil, dazu berief ihn Richard II. ins Privy Council. 1396 gehörte er zu der englischen Delegation, die in Calais über eine eventuelle Heirat von König Richard mit der französischen Prinzessin Isabelle de Valois verhandelte. Wenige Tage nach der Landung von Henry Bolingbroke verließ de Ros Richard II. und schloss sich im Juli 1399 Bolingbroke in Berkeley an. Am 29. Juli 1399 war er bei dem Verhör Richards im Tower of London anwesend, in dem der König seine Abdankungsurkunde unterschrieb. Am 23. Oktober 1399 befürwortete er während der ersten Parlamentssitzung unter Bolingbroke, der als Heinrich IV. neuer König geworden war, die Einkerkerung Richards. Von September 1403 bis November 1404 hatte er das Amt des Lord Treasurer inne. 1404 wurde er als Knight Companion in den Hosenbandorden aufgenommen. Im Januar 1413 sollte er als Chief-Commissioner eine Rebellion in Middlesex untersuchen und beenden.

## Ehe und Nachkommen
William de Ros hatte am 9. Oktober 1394 Margaret, eine Tochter von John Arundel, 1. Baron Arundel, und Eleanor Maltravers, 2. Baroness Maltravers, geheiratet. Mit ihr hatte er neun Kinder:
- John de Ros, 7. Baron de Ros (um 1397–⚔ 1421 bei Baugé), ⚭ Margaret Despenser, Tochter des Philip le Despencer, 2. Baron le Despencer;
- Thomas de Ros, 8. Baron de Ros (1406–1430), ⚭ Lady Eleanor Beauchamp, Tochter des Richard Beauchamp, 13. Earl of Warwick;
- Sir Robert de Ros, ⚭ Anne Halsham;
- William de Ros;
- Sir Richard de Ros;
- Margaret de Ros († 1423) ⚭ John Tuchet, 5. Baron Audley;
- Elizabeth de Ros ⚭ Robert Morley, 6. Baron Morley;
- Beatrice de Ros, Nonne;
- Alice de Ros.

William de Ros wurde im Priorat von Belvoir in Leicestershire begraben. Es wurde ein Alabaster-Abbild von ihm in der St. Mary's Church in Bottesford (Leicestershire) errichtet. Sein Erbe wurde sein Sohn John de Ros, nach dessen Tod 1421 sein jüngerer Sohn Thomas de Ros.